# Monkey Island 2: LeChuck's Revenge
Monkey Island 2: LeChuck's Revenge is een avonturenspel uit 1991 van LucasArts (voorheen LucasFilm Games). Het is het tweede spel in de Monkey Island-reeks. In 2010 bracht LucasArts een remake uit van het spel.

## Personages
Volgende hoofdpersonages komen in het spel voor:
- Guybrush Threepwood
- Elaine Marley: de gouverneur van Mêleé Island waar Guybrush verliefd op is
- LeChuck: de aartsvijand van Guybrush
- Largo Lagrande: de piepkleine handlanger van LeChuck
- De voodoo-dame: is gespecialiseerd in voodoo, waarzeggerij en toekomst voorspellen
- Wally B.Feed: kaartenmaker
- Stan: verkoper van tweedehands doodskisten
- Herman Toothrot: kluizenaar

### Spelmodes
Op bepaalde platformen kan men bij het begin van het spel kiezen uit twee speelmodi:
- De eenvoudige weg
- De moeilijke weg: deze bevat heel wat meer puzzels en uit te voeren acties

De originele versie voor pc had onder andere deze optie. In de remake voor dit platform is enkel "de moeilijke weg" beschikbaar.

## Verhaal
Op het einde van deel 1 moest Guybrush Threepwood de geest-piraat LeChuck vernietigen. Hiervoor had hij van de kannibalen op Monkey Island een "voodoo-root-beer"-elexir gekregen. Daar Guybrush dit elexir verloor, vernietigde hij LeChuck met gewoon root beer. LeChuck ontplofte, wat tot een mooi vuurwerkspektakel leidde.
Hoewel LeChuck was ontploft, blijkt in dit deel dat hij terug gehaald kan worden omdat men gewoon root beer had gebruikt.
Het spel bestaat uit een intro en 4 hoofdstukken.

### Intro
In de introductie hangt Guybrush aan een koord in een put. Na een aantal seconden verschijnt er een tweede koord waar Elaine van afdaalt. Guybrush vertelt wat er allemaal is gebeurd. Hij start zijn verhaal op Scabb Island in het dorpje Woodtick. Guybrush wil op zoek naar Big Whoop, welke een enorme schat zou zijn. Echter kan hij het eiland niet verlaten vanwege een embargo dat niet toelaat dat schepen aankomen of vertrekken.

### The Largo Embargo
Guybrush tracht het embargo van Largo op te heffen en doet daarvoor beroep op de voodoo-dame. Zij wil een voodoo-pop maken en geeft Guybrush opdracht om enkele persoonlijke spullen van Largo te bezorgen: speeksel, kledij, hoofdhaar en een restant van een oud familielid. Eenmaal de voodoo-pop gereed is, gebruikt Guybrush deze op Largo. Guybrush verklapt dat hij LeChuck heeft vernietigd en toont de baard van LeChuck die hij als trofee heeft bewaard. Nu blijkt dat Largo een kompaan van LeChuck is/was. Largo steelt de baard en maakt LeChuck terug levend in de vorm van een zombie. Volgens de voodoo-dame is er maar 1 manier om LeChuck te doen stoppen: Big Whoop, dat zich op Dinky Island zou bevinden. Omdat Largo vertrokken is, is het embargo opgeheven. Guybrush vindt een schip en vertrekt.

### Four map pieces
Om Big Whoop te vinden, heeft Guybrush een kaart nodig naar Dinky Island. Niemand kent de coördinaten. Het eiland werd ooit gevonden door 4 avonturiers. Zij beslisten om de locatie geheim te houden. De enige kaart naar Dinky Island werd door hen in 4 stukken verscheurd. Elke avonturier kreeg 1 stuk. Guybrush moet nu deze 4 stukken vinden. Hiervoor moet hij onder andere deelnemen aan een visserswedstrijd, een gokspel, een spuugwedstrijd, vrijduiken, opzoekwerk in de bibliotheek, ontsnappen uit de gevangenis, verkleed als vrouw deelnemen aan een oneindig Mardi Gras-feest, ... Nadat hij de vier stukken heeft, laat hij deze door Wally (een cartograaf) restoreren. LeChuck ontvoert Wally en steelt de map. Guybrush post zichzelf naar het fort van LeChuck via een kist.

### LeChuck's Fortress
Het fort van LeChuck is een doolhof. Er zijn verschillende deuren. Op elke deur staat een skelet afgebeeld (hoofd, ribben, benen). De volgorde waarin deze op de deur staan, varieert. Via een visioen dat hij in het vorige hoofdstuk had, weet Guybrush welke deuren hij moet nemen. Uiteindelijk komt hij aan een grote poort die met verschillende sloten en alarmen is beveiligd. Nadat Guybrush deze poort weet te omzeilen, komt hij terecht bij Wally. Even later wordt Guybrush gevangengenomen en wordt hij samen met Wally aan een koord gehangen boven een put met zuur. De koord wordt doorgebrand door een kaars. Gelukkig kan Guybrush ontsnappen via een explosie. Wonderwel wordt hij weggeblazen tot op Dinky Island.

### Dinky Island
Op Dinky Island vindt Guybrush kluizenaar Herman Toothroth (die ook in deel 1: secret of Monkey Island voorkomt). Via aanwijzingen van een papegaai vindt hij op de grond een grote X waar Big Whoop verborgen zou liggen. Guybrush begint te spitten, maar plots zakt de grond in. Guybrush kan zich nog net aan een koord vasthouden. Het beeld wordt even zwart en het spel springt terug in tijd naar voor (het einde van de intro) waar Guybrush en Elaine elk terug aan hun koord hangen. Het koord van Guybrush breekt en Guybrush valt de dieperik in.
Guybrush belandt in een ondergronds gebouw waar hij LeChuck aantreft. LeChuck tracht Guybrush via een voodoo-pop te vernietigen. Dit werkt niet zoals verwacht: telkens LeChuck in de pop prikt, transporteert hij Guybrush naar een andere kamer in het gebouw. LeChuck beweert dat hij Chuckie is, de broer van Guybrush. In de laatste scène komen de ouders van Guybrush op. Guybrush en LeChuck worden nu getoond als kleine kinderen. Wanneer ze de kamer verlaten, blinken de ogen van LeChuck groen op. Wanneer zij buiten komen, staan ze naast een pretpark.

### Credits
Tijdens de credits verschijnt Elaine nog een paar keer. Zij vermeldt dat LeChuck een voodoo-spreuk heeft uitgesproken over Guybrush. Hierdoor denkt Guybrush dat hij een kleine jongen is, dat LeChuck zijn kleine broer Chuckie is en dat de twee volwassenen zijn ouders zijn.

## Trivia

### Support Line tijdens het spel
LucasArt had in de originele versie van "Secret of Monkey Island" een grap ingebouwd. Op zeker ogenblik kan men daar Guybrush in een boomholte laten kijken. Men ziet dan een ondergrondse gang. Dan verschijnt er op het scherm de melding om vervolgens diskette #23, #47 en #114 in de computer te steken. Omdat het spel maar uit vier diskettes bestond (of twee diskettes naargelang het platform, zoals pc of Amiga), gaat dat uiteraard niet. Na de melding voor diskette 114 zegt Guybrush dat hij dat deel van het spel dan maar zal overslaan. Veel mensen hadden de grap niet door en belden massaal naar de support desk van LucasArt met de melding dat er een bug in het spel zat of niet in het bezit waren van alle diskettes. In Lechucks Revenge kan Guybrush op zeker ogenblik telefoneren naar de support line van LucasArts en stelt de vraag " Waar is de missende diskette?" Het antwoord is: "Weet u al hoeveel keer ik die vraag vandaag heb moeten beantwoorden?"
In de 2009-remake van "Secret of Monkey Island" is de boomstronkscène geschrapt. Hierdoor werd in de 2010-remake van "LeChuck's Revenge" de telefoonscène aangepast en vraagt Guybrush "wat er met de boomstronkscène is gebeurd" zonder enige verdere verwijzing naar Secret of Monkey Island.

### Guybrush, het tweede personage
Guybrush is niet enkel het hoofdpersonage, het is ook de naam van de hond van Elaine Marley. Volgens het hoofdpersonage Guybrush heeft ze de hond naar hem vernoemd uit liefde. Volgens de tuinman omdat de hond even stom en harteloos is als iemand waar Elaine ooit eens iets mee heeft gehad.

### Dinky Island
Heel wat mensen dachten dat "Dinky Island" en "Monkey Island" één-en-hetzelfde eiland zijn, hoewel de kaart van Monkey Island (te zien in deel 1) er anders uitziet dan dat van "Dinky Island" (te zien in deel 2). De reden hiervoor was de aanwezigheid van Herman Toothroth op beide eilanden.
In het laatste deel van dit spel zitten Guybrush en LeChuck in de ondergrondse tunnels van Dinkey Island. Helemaal op het einde nemen hun "ouders" hen mee vanuit deze tunnel. Eenmaal buiten is op de achtergrond pretpark "Carnival of the Damned" zichtbaar, wat zich op Monkey Island bevindt. Via de ondergrondse tunnels kan men dus meer dan waarschijnlijk van Dinky Island naar Monkey Island. Herman Toothroth geeft geen verklaring hoe hij op Dinkey Island verzeild is geraakt.

### Dood Guybrush
In heel wat andere avonturenspellen wordt het spel beëindigd na dood van het hoofdpersonage (vb: door het eten van vergiftigd voedsel, het verliezen van een gevecht, ...). De gebruiker kan dan enkel verder door een savegame opnieuw in te laden. Soms moet hij helemaal opnieuw beginnen omdat hij ergens in het begin een voorwerp moest oprapen dat hij later nodig heeft, maar waar hij nu niet meer aankan. Het is in Monkey Island op één uitzondering na onmogelijk om "er aan te zijn". Zie hiervoor "The Secret of Monkey Island".
In het onderdeel LeChuck's Fortress hangen Guybrush en Wally boven een put vol met zuur. Als de speler lang genoeg wacht, brandt een kaars een touw door waardoor een ganse kettingsreactie in gang wordt gezet waardoor Guybrush in de put valt. Vervolgens ziet men Guybrush en Elaine terug elk aan hun koord hangen (zie begin spel) en zegt Elaine dat Guybrush overdrijft en het juiste verhaal moet vertellen. Het spel keert dan terug naar de vorige locatie waar Guybrush en Wally boven de put met zuur hangen.

### Einde spel
Veel mensen vonden het einde van Monkey Island 2 bizar en snapten niet goed waarom Guybrush en LeChuck plots kinderen waren. Dit komt doordat ze de Credits niet volledig hadden uitgekeken. Daar wordt nog geïnsinueerd dat LeChuck een vloek heeft uitgesproken waardoor Guybrush denkt dat hij een kind is en dat LeChuck zijn broertje Chuckie is. De vader en moeder die opkomen, zijn in deze veronderstelling dus niet de echte ouders van Guybrush. Of het visioen dat Guybrush krijgt in het spel daadwerkelijk komt van zijn overleden ouders, is niet geweten.
Ook was "Big Whoop" nog steeds een raadsel, want niemand wist wat dat nu juist was. In deel 3 wordt duidelijk dat dit een bepaalde attractie is in het pretpark.
Ron Gilbert verklaarde in interviews dat de Monkey Island-franchise bedoeld was als trilogie en alles duidelijk zou worden in het derde deel. Gilbert beweert dat hij de enige persoon is die sinds 1988 wist hoe deel 3 zou aflopen. Gilbert verliet LucasArts na het uitbrengen van deel 2. Daardoor wijkt de plot van The Curse of Monkey Island af van hetgeen hij voor ogen had. Gilbert was terug betrokken in de ontwikkeling van het zesde deel - Return to Monkey Island - waar "zijn geplande verhaallijn/einde van deel 3" in gedeeltelijk herziene vorm in verwerkt werd.

### iMUSE
Monkey Island 2: LeChuck's Revenge was het eerste spel dat gebruikmaakte van iMUSE.

### 1001 Video Games You Must Play Before You Die
- Het spel is opgenomen in het boek 1001 Video Games You Must Play Before You Die van Tony Mott.

## Platforms
| Jaar | Platform                                                              |
| ---- | --------------------------------------------------------------------- |
| 1991 | DOS                                                                   |
| 1992 | Amiga, Macintosh                                                      |
| 1994 | FM Towns                                                              |
| 2010 | PlayStation 3, iPhone, iPod Touch, iPad, Windows en Xbox 360 (remake) |

- De originele versie voor DOS kwam uit op elf diskettes.[6] Het spel diende op de harde schijf geïnstalleerd te worden. De pc-versie was in 256 kleuren.[7]
- De Amiga- en MAC-versie had 64 kleuren.[bron?]
- De Sega-release werd geschrapt omwille van de tegenvallende verkoop van het eerste spel op dit platform.
- Voor de Atari ST werd wel een demo gemaakt, maar dit spel werd nooit officieel uitgebracht.
- Een volledige remake met hoge resolutie tekeningen, nieuwe interface, verbeterde soundtrack en ingesproken tekst werd in 2010 uitgebracht.

## Ontvangst
| Beoordeeld door                       | Platform  | Datum             | Score |
| ------------------------------------- | --------- | ----------------- | ----- |
| Retrogaming.it                        | Amiga     | 26 mei 2008       | 100%  |
| Quandary                              | DOS       | maart 2002        | 100%  |
| The DOS Spirit                        | DOS       | 15 januari 2006   | 100%  |
| ACE (Advanced Computer Entertainment) | DOS       | februari 1992     | 95%   |
| Jeuxvideo.com                         | DOS       | 28 september 2010 | 95%   |
| Jeuxvideo.com                         | Macintosh | 28 september 2010 | 95%   |
| ASM (Aktueller Software Markt)        | DOS       | januari 1992      | 92%   |
| PC Joker                              | DOS       | januari 1992      | 88%   |
| Amiga Joker                           | Amiga     | juli 1992         | 87%   |
| Just Adventure                        | DOS       | 1998              | 58%   |